# Peter Turnbull
Pour les articles homonymes, voir Turnbull.
Peter Turnbull, né le 23 octobre 1950 à Rotherham dans le  Yorkshire en Angleterre, est un écrivain britannique, auteur de roman policier.

## Biographie
En 1981, il publie son premier roman, Deep and Crisp and Even, premier volume d'une série consacré à la Division P de la police de Glasgow. En 1999 avec Fear of Drowning, il commence une nouvelle série mettant en scène George Hennessey, chef inspecteur, et le sergent Yellich de la police de York. En 2009, il crée dans Improving the Silence le personnage de Harry Vicary, inspecteur de police alcoolique à Londres.
En 2012, il remporte le prix Edgar-Allan-Poe 2012 de la meilleure nouvelle avec The Man Who Took His Hat Off to the Driver of the Train publiée dans Ellery Queen's Mystery Magazine.

## Œuvre

### Romans

#### SérieP Division
- Deep and Crisp and Even (1981)
- Dead Knock (1982)
- Fair Friday (1983)
- Big Money (1984)
- Two Way Cut (1988)
- Condition Purple (1989)
- And Did Murder Him (1991)
- Long Day Monday (1992)
- The Killing Floor (1994)
- The Man With No Face (1998)

#### SérieHennessey et Yellich
- Fear of Drowning (1999)
- Deathtrap (2000)
- Perils and Dangers (2001)
- The Return (2001)
- After the Flood (2002)
- Dark Secrets (2002)
- All Roads Leadeth (2003)
- Treasure Trove (2003)
- The Dance Master (2004)
- Hopes and Fears (2004)
- The Chill Factor (2005)
- The Legacy (2005)
- False Knight (2006)
- Fire Burn (2006)
- Chelsea Smile (2007)
- Once a Biker (2007)
- No Stone Unturned (2007)
- Turning Point (2008)
- Informed Consent (2009)
- Deliver Us from Evil (2010)
- Aftermath (2010)
- The Altered Case (2012)
- Gift Wrapped (2013)
- A Dreadful Past (2016)
- Cold Wrath (2019)

#### SérieHarry Vicary
- Improving the Silence (2009)
- Deep Cover (2011)
- The Garden Party (2012)
- Denial of Murder (2014)
- In Vino Veritas (2015)

#### Autres romans
- The Claws of the Gryphon (1986)
- The Justice Game (1990)
- Embracing Skeletons (1996)
- Reality Checkpoint (2004)
- Sweet Humphrey (2005)
- The Trophy Wife (2005)

### Nouvelles
- The Man Who Took His Hat Off to the Driver of the Train (2011)
- The Long Shadow (2012)
- Karen Ovenhouse and the Ruin Snooper (2012)
- Mort Main (2013)
- Pancras Sullivan (2014)
- The Mushroom Picker (2014)
- The False Knight (2015)
- Like Jack (2015)

## Prix et distinctions

### Prix
- Prix Edgar-Allan-Poe 2012 de la meilleure nouvelle pour The Man Who Took His Hat Off to the Driver of the Train[1]

### Nominations
- New Blood Dagger Award 1981 pour Deep and Crisp and Even[2]
- Gold Dagger Award 1984 pour Big Money[2]